# 7956 Yaji
7956 Yaji eller 1993 YH är en asteroid i huvudbältet som upptäcktes den 17 december 1993 av den japanska astronomen Takao Kobayashi vid Ōizumi-observatoriet. Den är uppkallad efter Kentaro Yaji.
Asteroiden har en diameter på ungefär 11 kilometer och den tillhör asteroidgruppen Themis.